# Maria Cosway
Ne doit pas être confondu avec Richard Cosway.
Maria Cosway, née Maria Luisa Caterina Cecilia Hadfield le 11 juin 1760 à Florence et morte le 5 janvier 1838 à Lodi, est une artiste peintre et graveuse italo-britannique.
Elle a exposé à la Royal Academy à Londres. Et s'est consacrée à l'éducation de jeunes femmes.

## Biographie

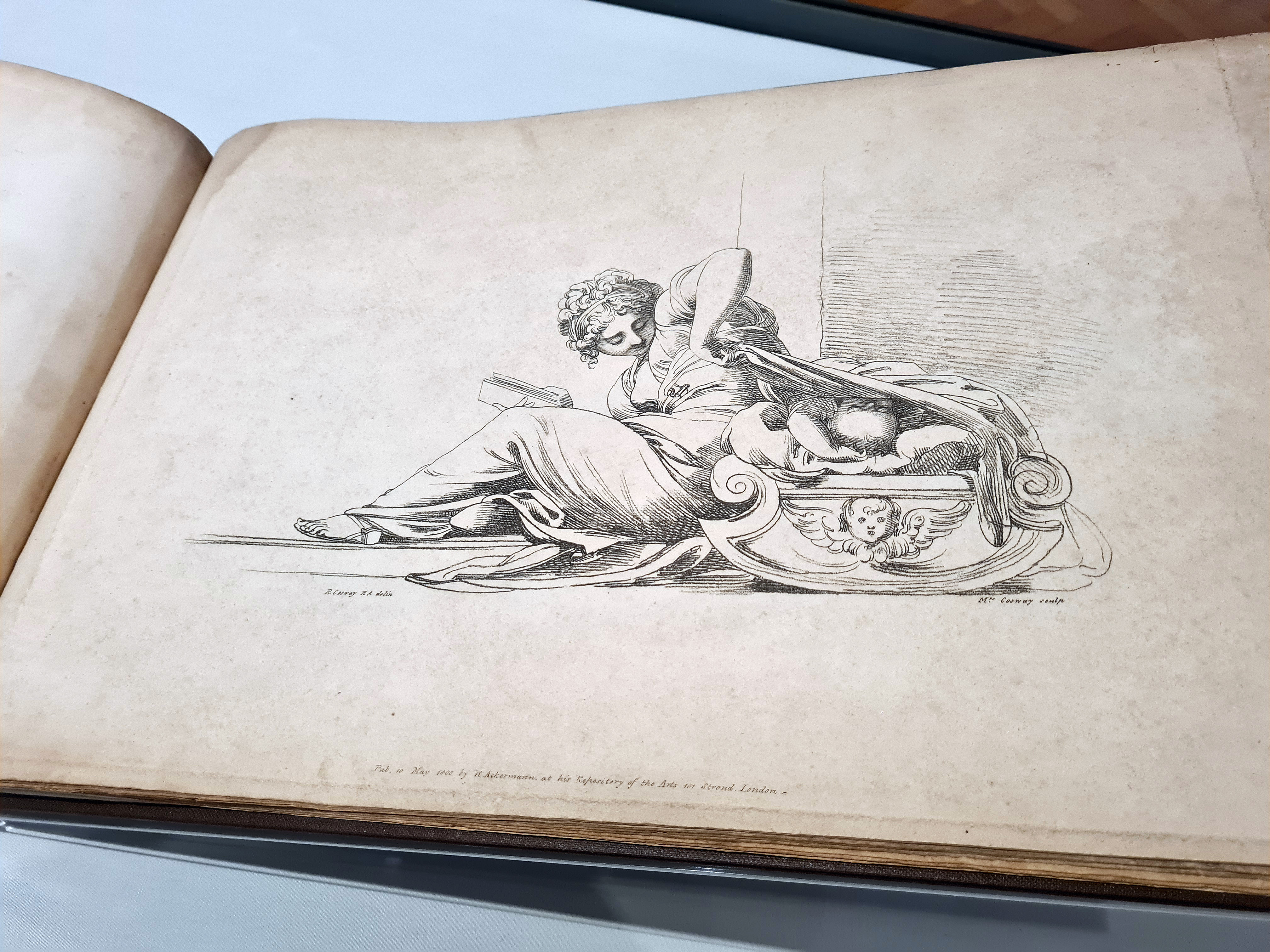
Imitations in Chalk, 36 eaux-fortes de Maria Cosway, d'après Richard Cosway.

Elle est née Maria Luisa Caterina Cecilia Hadfield en 1760 en Toscane d’un père britannique et d’une mère italienne,. Elle reçoit une éducation catholique dans un couvent. Elle est l’élève du peintre Johan Joseph Zoffany puis de Joseph Wright of Derby, lors de leur séjour à Florence.
En 1781, Maria Hadfield épouse Richard Cosway, miniaturiste connu. Elle expose des peintures et dessins à la Royal Academy à Londres  aux côtés de son époux, et se consacre à la gravure. Ensemble, avec son mari, ils réunissent aussi une collection d'art, La collezione Maria e Richard Cosway,. Mais son mari bloque son accès à un statut d’artiste-peintre professionnel. Elle tient salon. En 1801, elle part seule à Paris. Elle côtoie la famille de Bonaparte et Vivant Denon, ainsi que des peintres, notamment Jacques-Louis David et Élisabeth Vigée Le Brun.
En 1812, Maria Cosway fonde à Florence un collège pour filles anglaises ; il devient en 1830 l’Istituto delle Dame inglesi. Elle installe ensuite son institution dans le nord de l'Italie, à Lodi.
Elle achète un couvent dans lequel elle s'établit. Elle y meurt en 1838,.

## Œuvres
- Mort de Miss Gardiner, 1789, Vizille, musée de la Révolution française.

Œuvres de Maria Cosway
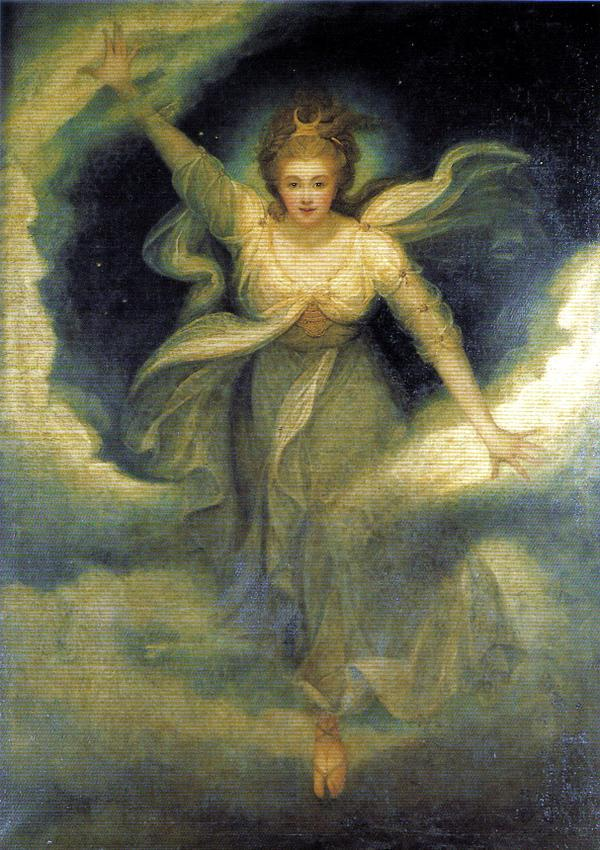
La Duchesse de Devonshire dans le rôle de Cynthia (vers 1781-1782), Bakewell, Chatsworth House.
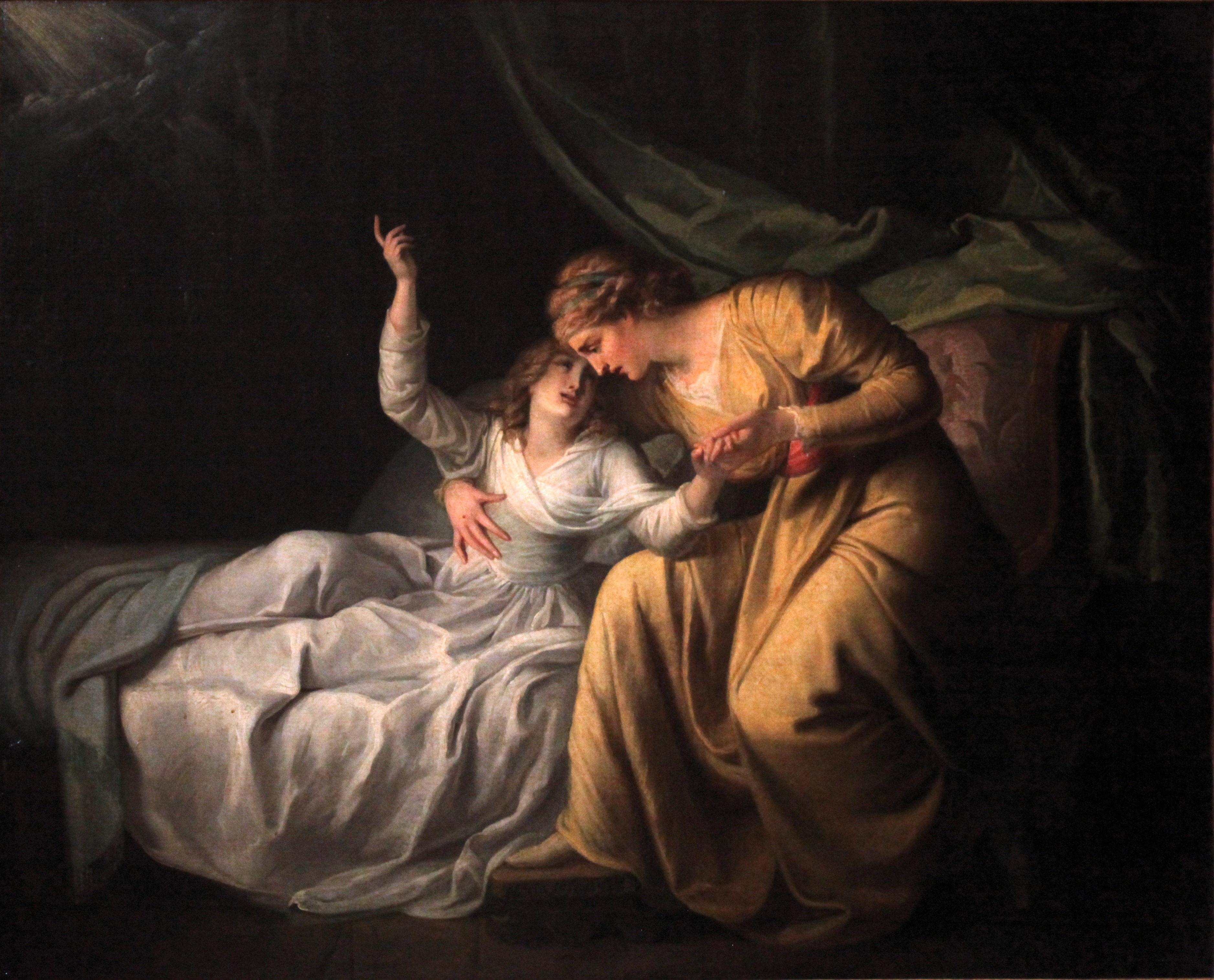
Mort de Miss Gardiner (1789), Vizille, musée de la Révolution française.
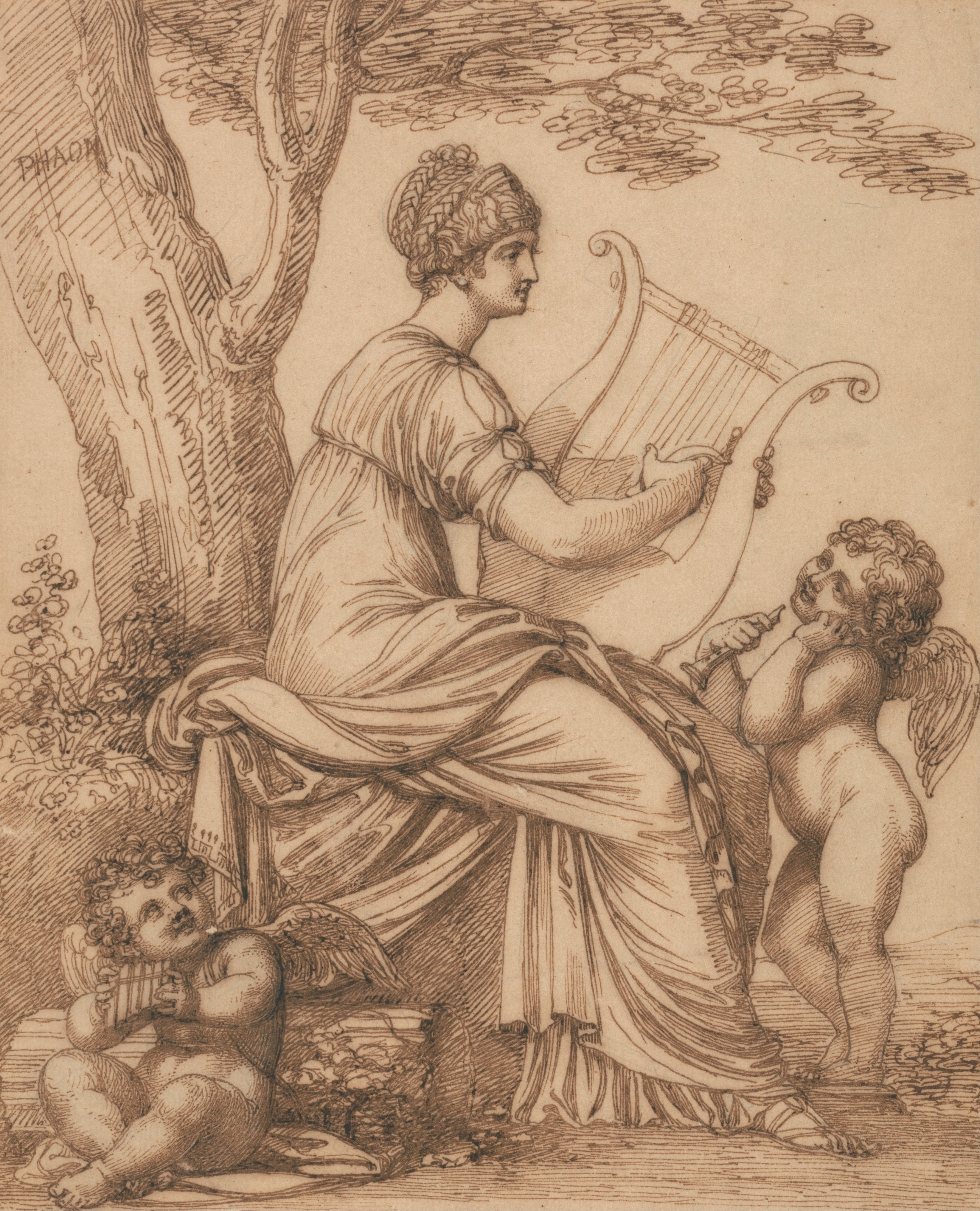
Sappho (1826), New Haven, Centre d'art britannique de Yale.